# Gideon Granger

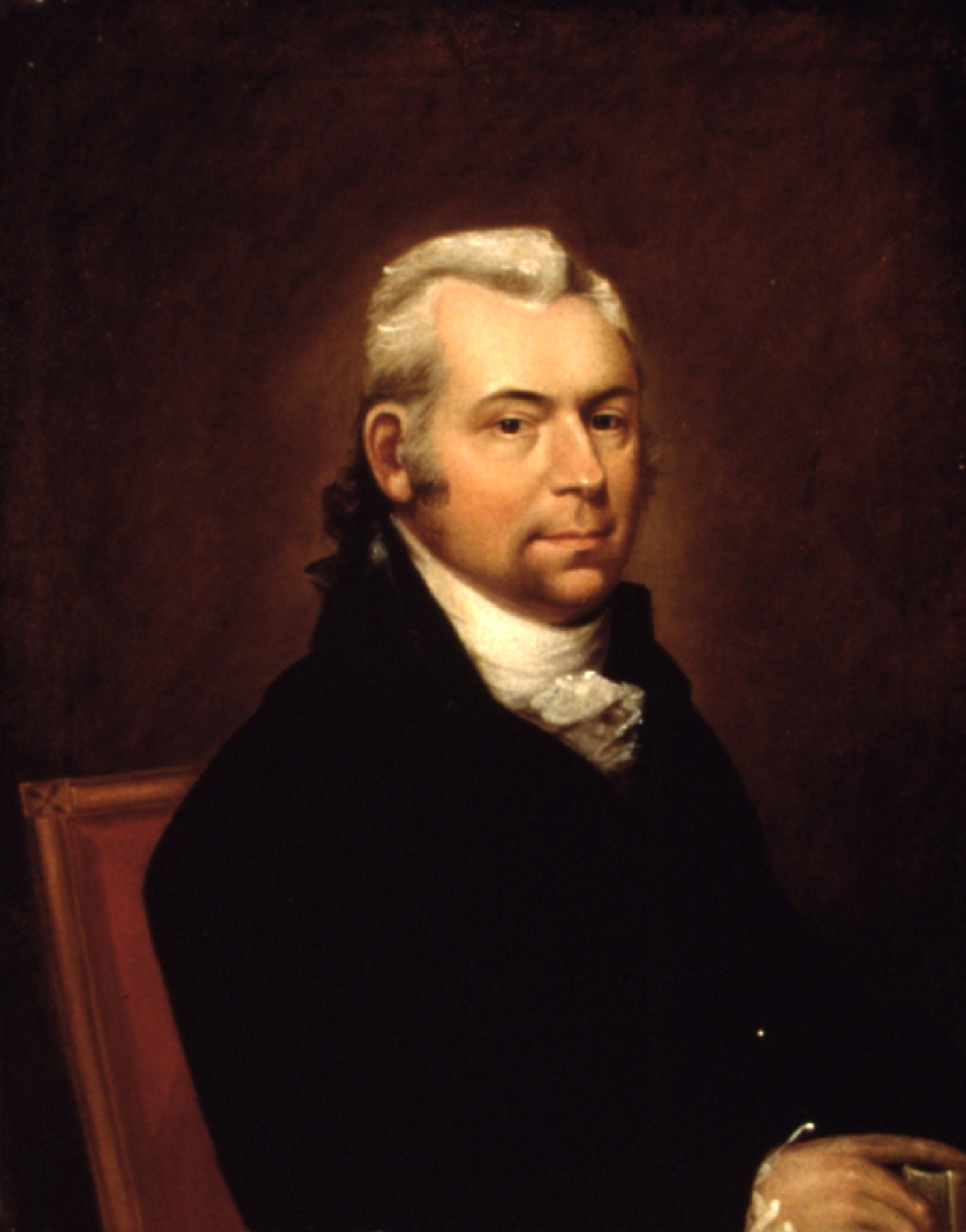
Gideon Granger

Gideon Granger (* 19. Juli 1767 in Suffield, Hartford County, Colony of Connecticut; † 31. Dezember 1822 in Canandaigua, New York) war ein US-amerikanischer Politiker.
Granger war ein Absolvent der Yale University und schlug ab 1789 eine Laufbahn als Anwalt ein. Von 1792 bis 1801 war er Abgeordneter im Repräsentantenhaus von Connecticut. Obwohl landesweit relativ unbekannt wurde er in das Kabinett Jefferson berufen. So war er von 1801 bis 1814 Postminister der Vereinigten Staaten (Postmaster General) unter den Präsidenten Thomas Jefferson und James Madison; damit absolvierte er die längste Amtszeit eines Postministers in der amerikanischen Geschichte. Während er dieser Periode bewältigte er erfolgreich die territoriale Expansion des Postverkehrs, die nach dem Louisiana Purchase notwendig wurde. Nach seiner Zeit im Kabinett betätigte er sich wieder als Anwalt, investierte in Bodenspekulationen und saß er von 1820 bis 1821 im Senat von New York.
Sein Sohn Francis Granger wurde später ebenfalls Postminister.
Der Gideon-Familiensitz ist heute ein Museum.